# Entoloma cephalotrichum

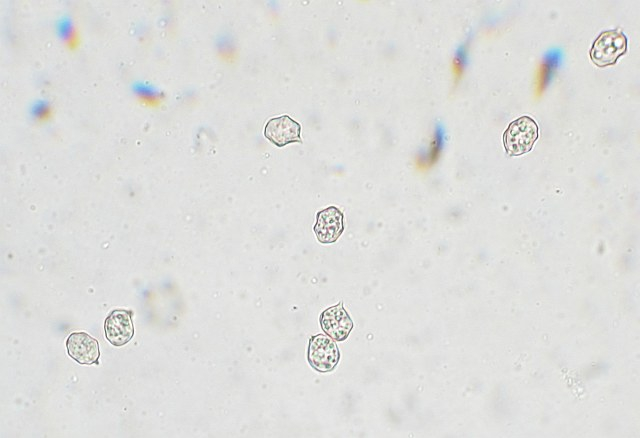
Zarodniki

Entoloma cephalotrichum (P.D. Orton) Noordel. – gatunek grzybów z rodziny dzwonkówkowatych (Entolomataceae).

## Systematyka i nazewnictwo
Pozycja w klasyfikacji według Index Fungorum: Entoloma, Entolomataceae, Agaricales, Agaricomycetidae, Agaricomycetes, Agaricomycotina, Basidiomycota, Fungi.
Po raz pierwszy gatunek ten opisał w 1960 r. Peter Darbishire Orton, nadając mu nazwę Leptonia cephalotrichum. W 1979 r. Machiel Evert Noordeloos przeniósł go do rodzaju Entoloma.
Synonimy:
- Alboleptonia cephalotricha (P.D. Orton) P.D. Orton 1991
- Leptonia cephalotricha P.D. Orton 1960[2].

## Morfologia
Kapelusz
Średnica 2–15 mm, początkowo wypukły, później płaski z lekkim zagłębieniem pośrodku lub z drobnymi brodawkami, z wygiętym lub prostym brzegiem, słabo higrofaniczny; w stanie wilgotnym jest prześwitujący prążkowany, po wyschnięciu staje się nieprzezroczysty i błyszczący. Powierzchnia czysto biała, naga i promieniście włóknista.
Blaszki
Od 10 do 20 z 1–3 międzyblaszkami, rzadkie, przyrośnięte, trójkątne, początkowo białe, potem różowe. Ostrza lekko postrzępione, tej samej barwy.
Trzon
Wysokość 10–30 mm, grubość 0,5–2 mm, cylindryczny, czasami spłaszczony, prosty, czasami z bulwiastą podstawą, biały, bladokremowy lub żółty, szklisty, rzadko słabo włóknisty, prążkowany, z oprószonym wierzchołkiem.
Miąższ
Błoniasty, biały lub szklisty, bardzo kruchy. Zapach silnie mączny, zwłaszcza po zgnieceniu. Smak zjełczały.
Cechy mikroskopowe
Podstawki 4-zarodnikowe bez sprzążek. Zarodniki 8–12,5 × 6–7 µm, Q = 1,3–1,7, w widoku z boku 5–7–kątne. Krawędź blaszek płodna. Cystyd brak. Strzępki w skórce kapelusza typu cutis, promieniście ułożone, cylindryczne, o szerokości 10–30 µm z rozproszonymi główkowatymi elementami końcowymi o wymiarach 25–70 × 4–8 µm w szyjce i 8–15 µm w główce. Strzępki w skórce trzonu o szerokości 7–18 µm, cylindryczne lub napęczniałe z główkowatymi elementami końcowymi, 25–90 × 8–10(–15) µm. W kapeluszu brak pigmentu, w trzonie bladożółty, wewnątrzkomórkowy. W strzępkach brak sprzążek.

## Występowanie i siedlisko
Znane jest występowanie Entoloma cephalotrichum tylko w Europie. Jest tu rzadki, ale szeroko rozprzestrzeniony. Brak go w wykazie wielkoowocnikowych grzybów podstawkowych Polski Władysława Wojewody z 2003 r. Po raz pierwszy jego stanowiska podała Anna Bujakiewicz w 2004 r. w Babiogórskim Parku Narodowym, później podano również inne jego stanowiska. Aktualne stanowiska podaje także internetowy atlas grzybów. Znajduje się w nim na liście gatunków zagrożonych i wartych objęcia ochroną.
Grzyb naziemny. prawdopodobnie mykoryzowy, występujący w lasach liściastych na próchnicy lub gołej ziemi, pojedynczo lub w małych grupach, często w wilgotnych, bogatych w azot miejscach. Owocniki tworzy zwykle od lipca do listopada.